# Cariocaràcies
Caryocaraceae (sinònim Rhizobolaceae DC.) és una família de plantes amb flors que consta de dos gèneres i unes 25 espècies. La seva distribució és exclusivament neotropical. Algunes espècies tenen fruits comestibles.

## Taxonomia
Anthodiscus
- Anthodiscus obovatus Benth. ex Wittm.
- Anthodiscus pilosus Ducke

Caryocar
- Caryocar amygdaliferum Mutis
- Caryocar barbinerve Miq. (Brasil: Bahia)
- Caryocar brasiliense Cambess. (Brasil)
- Caryocar coriaceum Wittm.
- Caryocar costaricense Donn. Sm. (Costa Rica, Panamà)
- Caryocar cuneatum Wittm.
- Caryocar edule Casar.
- Caryocar glabrum Pers.
- Caryocar intermedium Wittm.
- Caryocar nuciferum L. - (Colòmbia, el Perú, Veneçuela)
- Caryocar microcarpum Ducke
- Caryocar montanum (Guyana)
- Caryocar tomentosum Willd.
- Caryocar villosum (Aubl.) Pers.